# كول أوت ماي نيم
«كول أوت ماي نيم» أو «نادي اسمي» هي أغنية سجلها المغني الكندي وكاتب الأغاني ذا ويكند. تم إصدار الأغنية مع بقية الEP في 30 مارس 2018. شارك ذا ويكند في كتابة الأغنية مع فرانك دوكس ونيكولا جار، بينما أنتجها فرانك دوكس. الأغنية هي الأولى في الـEP الخاص بذا ويكند.

## وصلات خارجية
- كلمات الأغنية الكاملة على مترولايركس
- Audio على يوتيوب
- الفيديو على يوتيوب